# Hôtel de la Prévôté (Candes-Saint-Martin)
Pour les articles homonymes, voir Hôtel de la Prévôté.
L'hôtel de la Prévôté, situé à Candes-Saint-Martin (Indre-et-Loire, France), est un hôtel construit aux XVe et XVIe siècles qui servit longtemps de palais de justice local sous la présidence de l'un des chanoines du chapitre.
L'édifice est inscrit au titre des monuments historiques depuis 1951.

## Localisation
L'hôtel de la Prévôté occupe l'angle des rues Saint-Maurice et Trochet, au sud de la collégiale. Un portail, situé dans la rue Michelet qui le sépare de la collégiale, donne sur sa cour.
L'hôtel se situait dans l'enceinte de la ville close médiévale.

## Historique
Construit au XVe siècle et réaménagé au siècle suivant, l'hôtel de la Prévôté est la résidence du prévôt, un des chanoines de la collégiale de Candes qui représente le roi. Il préside le tribunal local, dont les sessions se tiennent dans cet hôtel jusqu'à la fin du XVIIIe siècle.
Il est inscrit au titre des monuments historiques depuis le 27 novembre 1951.

## Description
L'hôtel est une construction en tuffeau comportant deux étages sur sa façade nord, éclairés par des fenêtres à meneaux — certains ont disparu. Une tourelle d'escalier polygonale desservait les étages de ce bâtiment. L'hôtel était également décoré extérieurement de blasons en grande partie effacés.

## Pour approfondir